# Parigi-Bourges 1991
La Parigi-Bourges 1991, quarantunesima edizione della corsa e valevole come prova del circuito UCI categoria Nat., si svolse il 2 e il 3 ottobre 1991, su due tappe, e fu vinta dal sovietico, naturalizzato belga, Andrei Tchmil.

## Tappe
| Tappa  | Data      | Percorso                            | km    | Vincitore di tappa | Leader cl. generale |
| ------ | --------- | ----------------------------------- | ----- | ------------------ | ------------------- |
| 1ª     | 8 ottobre | Morsang-sur-Orge > Morsang-sur-Orge | 122,8 | Michel Vermote     | Michel Vermote      |
| 2ª     | 9 ottobre | Étampes > Bourges                   | 203   | Paul Haghedooren   | Andrei Tchmil       |
| Totale | Totale    | Totale                              | 348,9 |                    |                     |

## Dettagli delle tappe

### 1ª tappa
- 8 ottobre: Morsang-sur-Orge > Morsang-sur-Orge – 122,8 km

Risultati
| Pos. | Corridore      | Squadra | Tempo |
| ---- | -------------- | ------- | ----- |
| 1    | Michel Vermote | R.M.O.  |       |
| 2    | Uwe Raab       | PDM     |       |
| 3    | Johan Melsen   | -       |       |

### 2ª tappa
- 9 ottobre: Étampes > Bourges – 203 km

Risultati
| Pos. | Corridore        | Squadra | Tempo |
| ---- | ---------------- | ------- | ----- |
| 1    | Paul Haghedooren | SEFB    |       |
| 2    | Johan Museeuw    | Lotto   |       |
| 3    | Andrei Tchmil    | SEFB    |       |

## Ordine d'arrivo (Top 10)
| Pos. | Corridore           | Squadra    | Tempo |
| ---- | ------------------- | ---------- | ----- |
| 1    | Andrei Tchmil       | SEFB       |       |
| 2    | Marek Kulas         | La William |       |
| 3    | Tom Desmet          | Tulip      |       |
| 4    | Jan Wynants         | SEFB       |       |
| 5    | Michel Vermote      | R.M.O.     |       |
| 6    | Johan Melsen        | -          |       |
| 7    | Uwe Raab            | PDM        |       |
| 8    | Gilles Talmant      | -          |       |
| 9    | Peter Pieters       | Tulip      |       |
| 10   | Christophe Lavainne | Castorama  |       |